# Спасо-Преображенский собор (Опочка)
Спасо-Преображенский собор — утраченный православный храм в городе Опочке Псковской области. Был возведён в 1780—1795 годах, являлся архитектурной доминантой города. Разрушен коммунистами в 1937 году.

## История
В сентябре 1774 года в Опочке случился пожар, в результате которого выгорел весь верхний город вместе с 4 церквями, включая деревянный Спасский собор, располагавшийся на острове в излучине реки Великой. Удалось спасти лишь часть архивов и главную городскую святыню — древний образ Всемилостивого Спаса.	 
В том же году в Комиссии Бецкого архитектором Иваном Старовым был составлен план застройки города, предусматривавший строительство каменной церкви на центральной площади (нынешняя Советская площадь). В декабре 1774 года Екатерина II утвердила прошение генерал-губернатора Захара Чернышёва о направлении 10 тыс. руб. на строительство. 
Закладка собора состоялась в 1780 году по случаю проезда Екатерины II через Опочку. Строителем собора был назначен архитектор Иван Парфенов (позднее местные жители безосновательно приписывали авторство Растрелли), работы велись под наблюдением Опочецкого городничего Карла Бриммера. Постройка собора длилась несколько лет, и в особенности медленно она подвигалась в самом начале. К 1790 году был построен «из дикого камня фундаменту, а из кирпича выше оного вывели не более как на один аршин». В сентябре 1790 года строительство собора на собственные деньги продолжил опочецкий купец Степан Михайлович Викулин. Работы продолжались до 1795 года. 26 ноября 1795 года состоялось освящение храма архимандритом Афанасием, настоятелем Святогорского монастыря.
Первым настоятелем собора был протопоп Феодор Иосифов, далее идут: протоиереи Пётр Вехновский, Пётр Васильевич Бутырский (с февраля 1808 года), Игнатий Пикалев, Василий Иоаннович Красноумов, Алексий Космич Опоцкий (с октября 1853 года), Иаков Иоаннович Беллавин. Последним настоятелем был священник Михаил Васильевич Князевский (с 1910 по 1921 год).
К собору были приписаны две церкви: Покрова Пресвятой Богородицы на кладбище (с 1876 года) и Святой Равноапостольной Великой княгини Ольги Российской в селе Пятницком. Также к собору приписаны часовни: каменная Александро-Невская на Соборной площади, построенная в память освобождения крестьян от крепостной зависимости, и деревянные часовни в селе Высоком при деревне Тарасова Гора и в деревне Шильско.
В 1911—1912 годах в здании проведены ремонтные работы — побелка внутренних стен и наружная отделка.
Собор взорван в 1937 году. По воспоминаниям старожилов, кирпичи от разрушенного собора использовались для постройки третьего этажа здания бывших присутственных мест. После закрытия и взрыва собора икона Всемилостивого Спаса была перенесена в Покровскую кладбищенскую церковь.

## Архитектура
Кирпичный собор в стиле классицизма. Двусветный объём, включавший четверик, алтарь и трапезную, был увенчан ротондой, по сторонам к которой были приставлены четыре малых купола, с запада к собору была пристроена массивная трёхъярусная колокольня. В 1877 году старостой собора Дмитрием Петровичем Хвощинским с западной части храма близ колокольни были построены часовня (с правой стороны) и свечная лавка (с левой стороны). Престолов было три: главный — в честь Преображения Господня, придельные: правый — в честь Благовещения Пресвятой Богородицы, а левый — в честь Святой Великомученицы Параскевы. Главный был холодный, а придельные — тёплые. Купола собора были покрашены в синий цвет, а шпиль колокольни — в зелёный:255.
На колокольне имелось 9 колоколов: самый большой колокол, помещённый в западном пролёте, с двумя надписями; первая—внизу: «Литъ въ Москвѣ на заводѣ Струтовшикова отъ воплощенія Бога Слова 1793 г., вѣсомъ 99 пуд. 15 фун , изъ оставшейся мѣди отъ бывшаго 1774 г. мѣсяца сентября на 17 число въ г. Опочкѣ великаго пожара, въ которое время сгорѣла старая деревянная соборная церковь и съ колокольнею, находившаеся такъ называемымъ въ городѣ или земляномъ валу, гдѣ нынѣ пустое мѣсто». Вторая надпись вверху: «Сей колоколъ литъ въ г. Опочку въ соборъ Преображенія Господня церковь 31 лѣто царствованія императрицы Екатерины ІІ-й».
По свидетельству К. К. Случевского, Опочецкий собор отличался, по сравнению с другими соборами уездных городов, своим высоким, просторным куполом. Внутренность храма была вся белая, и потому с особенной резкостью выделялись темные иконы в рамах,
расположенные в барабане купола тремя горизонтальными кольцами. Иконостас — белое с золотом, с обилием фигурных украшений:252. 
Направо и налево от входа в церковь, в особых божницах, поставленных посреди
церкви, помещались наиболее чтимые иконы: в правой божнице чудотворная икона Спасителя, простреленная в 1426 году, в левой — чудотворная икона Богоматери Себежской, перенесенная в Опочку стрельцами в 1634 году:252.
Образ Всемилостивого Спасителя с предстоящими с правой стороны Пресвятой Богородицей, с левой стороны Святителя Николая был чеканной серебряной позолоченной ризе с такими же венцами над головами Спасителя, Божией Матери и Святителя Николая и резной позолоченный киот. В венце Спасителя над тем местом, которое было прострелено литовцами, была сделана серебряная позолоченная звезда с хрустальной вставкой. На лицевой стороне была надпись, повествующая о том, что риза устроена в 1804 году вдовой опочецкого купца Ольгой Викулиной, а звезда — помещицей Прасковьей Хариной. Надпись на обратной стороне киота гласила: «В лето 1426, августа 3, воева[л] Витовт, князь Литовский на Опочку и прострели икону Всемилостивого Спаса, и сотвори Господь чудо: ослепи врагов, и отыдоша Витовт с татарвою от Опочки со стыдом».
Образ Умиления Божьей Матери в вызолоченном киоте находился за левым клиросом в правом приделе во имя Благовещения Пресвятой Богородицы. Кроме подлинной иконы Спасителя в соборе имелась еще копия, список, сделанный с неё в 1554 году. Эта икона находилась за правым клиросом в приделе во имя Благовещения Пресвятой Богородицы.
Из древних икон в соборе находились образ Преображения Господня и иконы святых апостолов Петра и Павла, святых Космы и Дамиана, стоявшие за левым клиросом в главном храме, а из современных основанию собора: образ святого благоверного князя Александра Невского у южных врат, а также образ святой благоверной великой княгини Ольги — у северных врат. В числе других икон для собора была написана икона, изображавшая во весь рост Екатерину II, «очи которой молитвенно устремлены к лику Богоматери и Предвечному Младенцу». На иконе под изображением императрицы была помещена надпись: «Екатерины Великой и Премудрой слава, Создательнице сего святого храма», а ниже: «Начата лѣта 1791 года мая 20, освящена лѣта 1795 года ноября 2 (6)» . Икона находилась в главном соборном храме по правую сторону южных врат до его закрытия.
В соборе находилась серебро-позлащенная рака с частицей мощей святого Алексия, человека Божия, устроенная на средства бывшего церковного старосты Д. П. Хвощинского в 1878 году. В ризнице собора не было древних предметов, в библиотеке находился синодик 1725 года и рукописная служба Опочецкой (Себежской) Божьей Матери, составленная в 1682 году.